# Lezica (Montevideo)
Lezica es la denominación popular del barrio que correctamente debería nombrarse Villa Colón, el mismo abarca una zona ampliamente forestada del norte del departamento de Montevideo, dentro de un área que surgió en 1868. Luego la sociedad de Aguas Corrientes integrada por Ambrosio Lezica, Anacarsis Lanús y Enrique Fynn da impulso definitivo al proyecto y así el 1/12/1872 se realiza el gran remate de solares manteniendo el nombre de Villa Colón.
Su principal avenida lleva el nombre de su principal benefactor, Ambrosio Plácido de Lezica, miembro de una familia aristócrata de origen vasco que realizó varios empredimentos en Argentina y Uruguay durante el siglo XIX. 
En este barrio predominan las grandes residencias y las quintas. Sus ejes son la avenida Lezica, el camino Melilla y el camino Fauquet. En sus lugares destacados encontramos el antiguo Colegio Pio y el colegio de Maria Auxiliadora, poseedor de un hermoso parque y que otrora fuera colegio de señoritas, también como punto de interés está el Aeropuerto Angel Adami, al final de la avenida. 
Es una zona deportiva donde se encuentran un club de fútbol, el C.A Aviación de Lezica.